# Florian Amand Janowski
Florian Amand Janowski, także Florian Amand z Janówka Janowski (ur. 28 kwietnia 1725 w Masłomiącej, zm. 4 stycznia 1801 w Tarnowie) – duchowny rzymskokatolicki, benedyktyn, biskup diecezjalny tarnowski w latach 1785–1801.

## Życiorys
W 1746 złożył profesję zakonną u benedyktynów w Tyńcu. W 1749 otrzymał święcenia kapłańskie. W 1762 został opatem klasztoru tynieckiego. 24 grudnia 1785 został mianowany biskupem diecezjalnym diecezji tarnowskiej. 13 sierpnia 1786 został konsekrowany na biskupa, zaś 24 sierpnia odbył ingres do katedry tarnowskiej.
Został pochowany na Starym Cmentarzu w Tarnowie.